# Joe Holt
Joe Holt (* 13. Oktober 1997 in Swansea) ist ein britischer Radsportler.

## Sportliche Laufbahn
Als Junge war Joe Holt ein begeisterter Fußballer, fuhr aber auch viel Rad, da sein Vater Radrennfahrer war. 2010, im Alter von zwölf Jahren, begann er ernsthaft mit dem Radsport – entscheidend für seinen Entschluss war eine Szene mit Andy Schleck bei der Tour de France 2015, die Holt im Fernsehen sah.
2011 und 2012 errang Holt insgesamt drei walisische Titel auf Straße und Bahn. 2013 wurde er in das Great Britain Olympic Talent Team aufgenommen. Im selben Jahr startete er beim Europäischen Olympischen Jugendfestival in Brașov. Dabei fungierte er als Kapitän der britischen Mannschaft; im Straßenrennen belegte er Platz acht. 2014 gewann er die Hoy Future Stars-Serie im Rahmen des Revolution-Wettbewerbs.
Ebenfalls 2014 errang Holt bei den Bahn-Europameisterschaften der Junioren Silber in der Mannschaftsverfolgung (mit Matthew Gibson, Joe Evans und Gabriel Cullaigh) sowie gemeinsam mit Joe Evans Bronze im Zweier-Mannschaftsfahren. Bei den U23-Europameisterschaften 2016 errang der britische Vierer aus Matthew Bostock, Oliver Wood und Mark Stewart die Bronzemedaille. 2017 (mit Bostock, Ethan Hayter und Matthew Walls) sowie 2018 wurde er U23-Europameister in der Mannschaftsverfolgung (mit Bostock, Fred Wright und Walls).

## Ehrungen
2013 wurde Holt als Carmarthenshire Young Sportsman of the Year 2013 ausgezeichnet.

## Erfolge
2014
- Junioren-Europameisterschaft – Mannschaftsverfolgung (mit Matthew Gibson, Joe Evans und Gabriel Cullaigh)
- Junioren-Europameisterschaft – Zweier-Mannschaftsfahren (mit Joe Evans)

2016
- Europameisterschaft (U23) – Mannschaftsverfolgung (mit Matthew Bostock, Oliver Wood und Mark Stewart)
- Britischer Meister – Zweier-Mannschaftsfahren (mit Ethan Hayter)

2017
- Europameister (U23) – Mannschaftsverfolgung (mit Matthew Bostock, Ethan Hayter und Matthew Walls)

2018
- Europameister (U23) – Mannschaftsverfolgung (mit Matthew Bostock, Fred Wright und Matthew Walls)

2022
- Britischer Meister – Mannschaftsverfolgung (mit Rhys Britton, Harvey McNaughton, William Roberts und Joshua Tarling)

2023
- Britischer Meister – 1000-Meter-Zeitfahren, Scratch